# Большая Соснова
Большая Соснова — село в Пермском крае. Административный центр Большесосновского муниципального района.

## География
Расстояние до Перми — 134 км.
Для местности характерна разветвлённая сеть логов.
Среднегодовая температура воздуха — в пределах от +1,4 до +2,2ºC. Годовая норма осадков 439—455 мм.

## История
Селение известно с 1710—1711 гг. как ясашный починок: «Верх Сивы реки на речке Сосновой, словет Сосновой» (тогда в нём было 8 дворов). В 1762 г. уже «село Васильевское, Соснова тож». Село являлось почтовой станцией Сибирского тракта (XVIII в.).
Большесосновский район был образован 18 марта 1924 года. В 1963 году его упразднили, однако 13 декабря 1968 года Указом Президиума ВС РСФСР был вновь образован Большесосновский район с центром в селе Большая Соснова.
В 1927 году село стало первым населенным пунктом, где появился льнообделочный пункт, который позже вырос до льнозавода.
В середине XX века в Большой Соснове было несколько крупных колхозов, таких как «Революция», «Красный Урал», «Красная Звезда».

## Население
| 1959 | 1970  | 1979  | 1989  | 2002  | 2010  | 2021  |
| ---- | ----- | ----- | ----- | ----- | ----- | ----- |
| 3001 | ↗3474 | ↗3724 | ↗4043 | ↗4406 | ↗4432 | ↗4760 |

## Инфраструктура
В Большой Соснове находится районная больница, средняя школа, профессиональное училище № 74, центр досуга.

## СМИ
Основным печатным изданием села Большая Соснова является газета «Светлый путь», издаваемая с 1930 года.

## Транспорт
В 3 км к северу от села проходит автодорога М7 (участок Ижевск — Пермь). Село связано регулярным автобусным сообщением с Пермью, Оханском, Очёром, с. Частые и внутрирайонными поселениями.

## Достопримечательности
К основным достопримечательностям можно отнести Васильевскую церковь 1834 года, дом купца Лимонова, усадьбу Лисиных, дом купца Лобашева, часовню 1824 года, сооружённую в честь проезда через Большую Соснову императора Александра I.

## Источник
- Шумилов Е. Н. Населенные пункты Пермского края: Краткий исторический справочник. — Изд.2-е, испр. и доп. — Пермь, 2012. — С. 12.